# Blond:ish
 (avril 2022).
Si vous disposez d'ouvrages ou d'articles de référence ou si vous connaissez des sites web de qualité traitant du thème abordé ici, merci de compléter l'article en donnant les références utiles à sa vérifiabilité et en les liant à la section « Notes et références ».
Blond:ish est un duo de DJs et productrices musicales canadiennes, formé en 2008 par Anstascia D'Elene Corniere et Vivie-Ann Bakos. Depuis 2019, Vivie-Ann reprend seule le nom de Blond:ish.

## Discographie

### Albums
- 2015 : Welcome To The Present

### Singles et EP
- 2010 : Nobody Is Perfect EP
- 2010 : Miss You (avec Robson Vidal feat. Coco Hayek)
- 2011 : Chicken Sax (feat. John Juster & Leticia)
- 2011 : Love Blind (feat. Mismatch)
- 2012 : Lonely Days
- 2012 : Lovers In Limbo EP
- 2012 : Strange Attractions EP (feat. Thomas Gandey)
- 2013 : Inward Visions
- 2013 : Town Joker (avec Climbers)
- 2014 : Wunderkammer
- 2014 : Wizard Of Love / El Sleazo
- 2015 : Endless Games
- 2018 : Colocada
- 2018 : Mountains Of The Mind EP
- 2018 : Away From Here (avec Santiago Garcia)
- 2018 : Circus
- 2018 : Eeeyaaa EP
- 2018 : Cheekon
- 2019 : Give Dem (avec Diplo feat. Kah-Lo)
- 2020 : Garden Of 3den (avec Rowee)
- 2021 : Waves (feat. Grace Tither)
- 2021 : Sint Maarten
- 2022 : Sete (avec Francis Mercier et Amadou & Mariam)
- 2022 : Voices Above (avec Malone feat. Archila)
- 2022 : Hold Tight (avec Nico de Andrea feat. Darla Jade)

### Remixes
- 2010 : Steve Bear Sas - Strings Of Life 2010 (Blond:ish & Stephan Hoffman Remix)
- 2011 : Genius D - I Give You Love (Blond:ish & Michael L Penman Remix)
- 2012 : Tomas Barfod feat. Nina Kinert - Till We Die (Blond:ish Remix)
- 2012 : Luca C & Brigante - Flash Of Light (Blond:ish Remix)
- 2012 : Pete Tong feat. S.Y.F - Dawn (Blond:ish Remix)
- 2012 : Sivesgaard - In The Night (Blond:ish Remix)
- 2013 : Kate Simko - Go On Then (Blond:ish Remix)
- 2013 : Maya Jane Coles feat. Karin Park - Everything (Blond:ish Remix)
- 2014 : Junge Junge feat. Kyle Pearce - Beautiful Girl (Blond:ish Remix)
- 2015 : WhoMadeWho - Ember (Blond:ish Remix)
- 2015 : Public Service Broadcasting - Sputnik (Blond:ish Remix)
- 2016 : Monkey Safari - Woo (Blond:ish Remix)
- 2017 : Sabo - Young Wisdom (Blond:ish Club Rework)
- 2017 : DJ Pierre - Generate Power 2017 (Blond:ish Less Diva Rework)
- 2017 : Upercent - Retronar (Blond:ish Rework)
- 2017 : M.A.N.D.Y. feat. Nonku Phiri - Hi End (Blond:ish Remix)
- 2018 : Boghosian - Balaka (Blond:ish Remix)
- 2018 : Zhu & Tame Impala - My Life (Blond:ish Remix)
- 2018 : Jos & Eli - Tanzania (Blond:ish Remix)
- 2019 : Black Coffee feat. Msaki - Wish You Were Here (Blond:ish Remix)
- 2019 : Lebaron - Dice Roller (Blond:ish & Michael L Penman Remix)
- 2019 : Fela Kuti - Mr. Grammarticalogylisationalism Is The Boss (Blond:ish Remix)
- 2019 : Born Dirty & Diplo - Samba Sujo (Blond:ish Remix)
- 2020 : Kapibara, West & Hill, Oluhle - Mina (Blond:ish Poolside Mix)
- 2020 : Foreigner - I Want To Know What Love Is (Blond:ish Sunrise Jungle Rework)
- 2020 : Lum - Pá (Blond:ish Rendition)
- 2020 : Kaskade feat. Sabrina Claudio - Come Away (Blond:ish Remix)
- 2021 : Parallells feat. Abundance - Blooming Flower (Blond:ish Remix)
- 2021 : Malone & The Kimonos - Bana (Blond:ish Touch Edit)